# Акантарии
Аканта́рии (лат. Acantharea) — класс многоядерных радиолярий, гетеротрофные протисты с аксоподиями, космополитические и многочисленные представители морского планктона.
Единственная известная группа организмов, образующих целые минеральные скелеты из целестина (сульфат стронция). Некоторые виды способны полностью изменять свою морфологию в течение жизненного цикла, c образованием цисты, напрямую служащей для размножения. В отличие от других планктонных одноклеточных организмов, таких как динофлагелляты, диатомеи или инфузории, которые образуют цисты в покоящихся стадиях, для преодоления неблагоприятных условий окружающей среды.

## Описание
Крупные (до миллиметра и более) клетки радиально симметричные, с ярко окрашенной центральной зоной цитоплазмы и со светопреломляющими иглами. Все представители обладают внутриклеточным скелетом из сульфата стронция, в виде минерала целестин. Скелеты состоят либо из десяти диаметральных, либо из двадцати радиальных спикул, взаиморасположение которых строго упорядочено. На дистальных концах спикул скелета растянут внеклеточный покров. Часто внешние концы элементов скелета соединены через мионемами с внешним покровом.
Внутри тонких псевдоподий размещается аксонема (осевая нить), образованная микротрубочками.
Способ соединения спикул в центре клетки варьируется и является одной из основных характеристик, по которым классифицируются акантарии.  Диаметральные спикулы пересекают центр клетки, тогда как радиальные спикулы заканчиваются в центре клетки, где они образуют либо плотное, либо гибкое соединение в зависимости от вида. Акантарии с диаметральными спикулами или свободно прикрепленными радиальными спикулами способны переставлять или сбрасывать спикулы и образовывать цисты.
Населяют пелагиаль океана, обитатели преимущественно тропической зоны, в высокие широты проникают единичные виды. Различается около 150 видов
При размножении образуют жгутиконосные клетки  (зооспоры или гаметы).
Питаются простейшими организмами и микроскопическими водорослями, микропланктоном. У большинства видов имеются внутриклеточные симбиотические микроводоросли, благодаря которым разные виды окрашены каждый в свой цвет.
Оказывают заметное влияние на круговорот стронция в природе.